# Eugène J.B. Corbin
Pour les articles homonymes, voir Corbin.
Jean-Baptiste Eugène Corbin, né le 26 février 1867 à Nancy, et mort le 3 novembre 1952 à Neuilly-sur-Seine, est un entrepreneur et homme d'affaires français qui développa de manière considérable le modeste bazar familial pour en faire une chaîne de grands magasins. Sa fortune et son goût personnel lui ont permis parallèlement de devenir un artiste amateur, un important collectionneur d'art, un sportif et un mécène majeur du mouvement Art nouveau de l'École de Nancy.

## Biographie
Eugène Corbin est le fils d'Antoine Corbin (1835-1901), fondateur des Magasins Réunis de Nancy.
Il se marie le 23 août 1905 avec Jeanne Blosse (1884-1961). Le couple a un enfant, Jacqueline Corbin.

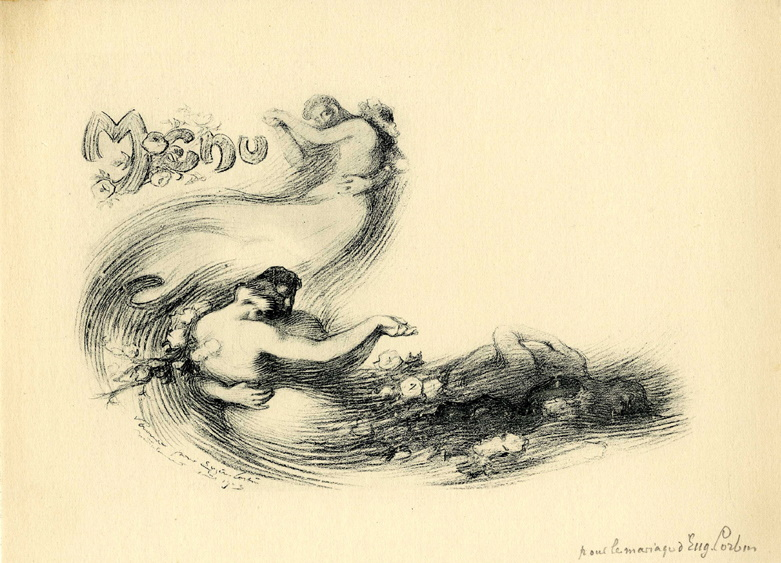
Menu du mariage d'Eugène Corbin et Jeanne Blosse, par Victor Prouvé.

## Les Magasins réunis
C'est en 1883 que se manifeste chez Eugène Corbin le premier intérêt pour la construction d'un grand magasin. À la suite de l'achat de la seconde enseigne de son père, rue Mazagran, il dessine les plans d'un bâtiment sur trois niveaux, avec des pavillons d'angle surmontés de coupoles, similaires au schéma classique des grands magasins. Faute d'avoir obtenu le terrain, le projet est abandonné.
À la mort de son père en 1901, Eugène reprend l'affaire familiale, accompagné par ses beaux-frères Charles Masson (1858-1929) et Louis Mauljean (1858-1904) et terminent les grands travaux, initiés par Antoine Corbin, en 1905. Différentes extensions, réalisées entre 1907 et 1912, permettent aux magasins de couvrir une surface de 4 000 m2. Les Magasins réunis de Nancy, par leur architecture, deviennent un manifeste de l'Art nouveau et plus particulièrement de l’École de Nancy.
À la fois commercial et artiste, Eugène Corbin concevait les Magasins réunis comme une vitrine de ses convictions en matière d'art, associées à une logique de diffusion et consommation. Ce n'était pas qu'une « importante maison de commerce » mais aussi le « temple du bon goût ».
À la suite d'un incendie en 1916, les Magasins réunis sont reconstruits en 1925 dans un style Art déco. Eugène Corbin n'a pas souhaité conserver une apparence Art nouveau, au grand dam de Lucien Weissenburger et a préféré la création de l'architecte Pierre le Bourgeois. À la suite de la reconstruction, les Magasins réunis deviennent alors les plus grands magasins de province, avec une surface de 12 135 m2.
Au début des années 1920, est créé les « Arts réunis », une section des Magasins réunis réunissant un studio de création et un lieu de vente d'objets fabriqués par des industries lorraines (cristallerie de Baccarat, verreries de Vallérysthal et Portieux, faïenceries de Longwy), afin de promouvoir une production locale accessible à tous,.
Eugène Corbin participe à l'expansion des Magasins réunis dans toute la France. En province, il est à l'origine des Magasins réunis de diverses villes. L'implantation à Paris commence tôt : Les Magasins réunis - République est la première succursale implantée à Paris en 1894. En 1905, il fait construire le Grand bazar de la rue de Rennes qui prendra le nom de « Magasins réunis – Montparnasse ». Dans les années 1920. En 1914, il rachète le magasin l'Économie Ménagère, qui prend alors le nom de Magasins réunis Étoile.

## L'intérêt pour l'art

### Un collectionneur et mécène proche de l’École de Nancy

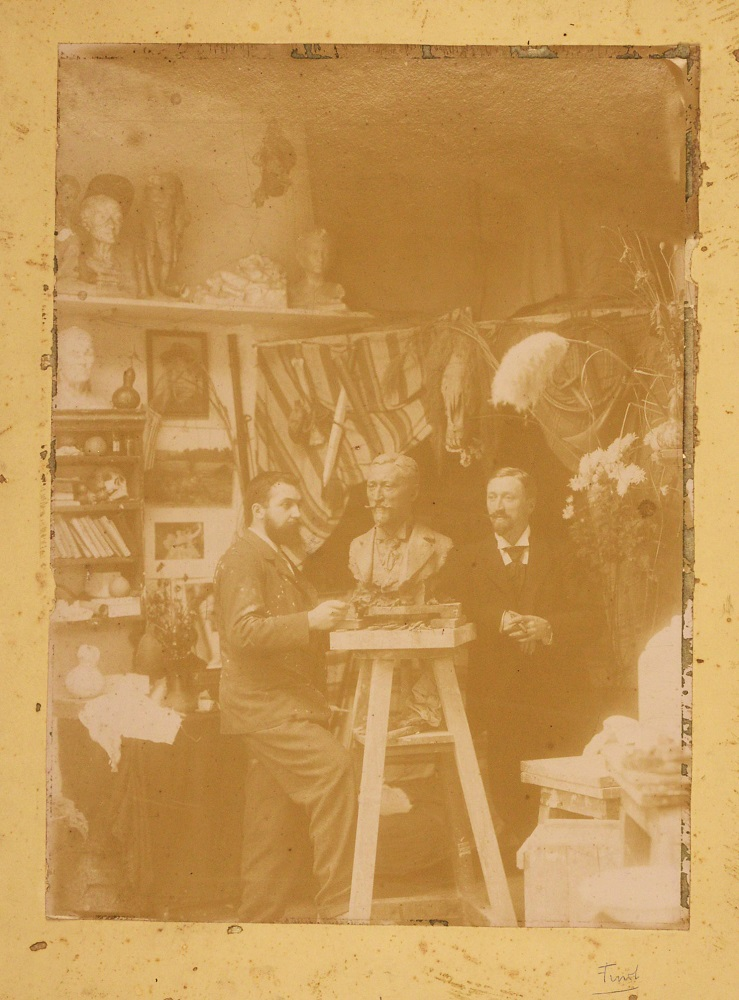
Le sculpteur Alfred Finot, dans son atelier, réalisant le portrait d'Eugène Corbin.

Eugène Corbin se passionne très tôt pour l'art. Dès 1890, il commence à constituer une collection d'œuvres éclectiques semblant « rassembler tout ce que la Lorraine moderne a pu faire d’intéressant »».
Sociétaire de l'Alliance Provinciale des Industries d'Art (aussi appelée « École de Nancy ») depuis sa fondation en 1901, il en devient un acteur principal, par l'achat des œuvres mais aussi par le soutien moral et financier, permettant aux artistes de continuer leurs recherches artistiques dans les meilleures conditions. Grâce à son mécénat, l'École a pu se développer considérablement et diffuser largement son style.
Corbin adhérait aux principes de l'École de Nancy, à savoir la démocratisation de l'art grâce à des principes industriels, avec la collaboration de tous les corps de métiers. Il partageait aussi la volonté de mettre en valeur l'art lorrain, ses artistes et ses industries. Ces valeurs se retrouvent dans les Magasins Réunis de Nancy, véritable manifeste d'Art nouveau nancéien, dans l'architecture, le mobilier, les affiches et publicités... : « il veut que les Magasins Réunis soit une démonstration des valeurs prônées par l'école : une esthétique nouvelle, pour la vie moderne, appliquée sur des objets du quotidien et donc accessible à tous ».

### L'art au service du commerce
À la fois homme d'affaires et amateur d'art, Eugène Corbin a essayé tout le long de sa vie de lier les notions contradictoires d'art et d'industrie, de culture et de commerce, de beau et d'utile... Ainsi, les Magasins Réunis sont une vitrine de ses valeurs. Employer des artistes et diffuser leurs œuvres dans les Magasins Réunis étaient un moyen de promotion commerciale mais aussi de mise en valeur de cette production artistique.
En 1903, Corbin cherche à passer un accord avec Émile Gallé et d'autres artistes pour produire leurs œuvres davantage en masse et les diffuser plus largement. Il essuie plusieurs refus, justifiés par un besoin d'indépendance commerciale ou le souhait de rester à la pièce unique, et se tourne donc vers des artistes moins prestigieux : les frères Muller à Lunéville, les céramiques de Rambervillers, la cristallerie de Baccarat ou la verrerie de Portieux,.
À défaut d'obtenir le droit de produire les œuvres, Corbin achète des modèles à des artistes comme Victor Prouvé ou Jaqcues Gruber pour les faire fabriquer industriellement, comme la broderie lorraine.

### Les expositions
À de nombreuses reprises, Corbin participe à des expositions, faisant travailler moult artistes : : Marcel Oudin, Lucien Weissenburger, Louis Majorelle, Victor Prouvé, Daum, Jacques Gruber, Ernest Bussière, Louis Guingot, Alfred Finot, Henri Suhner, Henri Blahay, et Jules Cayette. En 1909, il présente la Maison Moderne, pavillon des Magasins Réunis réalisé par Weissenburger, à l'Exposition internationale de l'Est de la France de 1909. En 1910, il participe au salon d'automne, qui accueille l'art décoratif moderne, où il expose, à son nom, une salle à manger, une chambre à coucher et un cabinet de travail.

### Une volonté de modernité

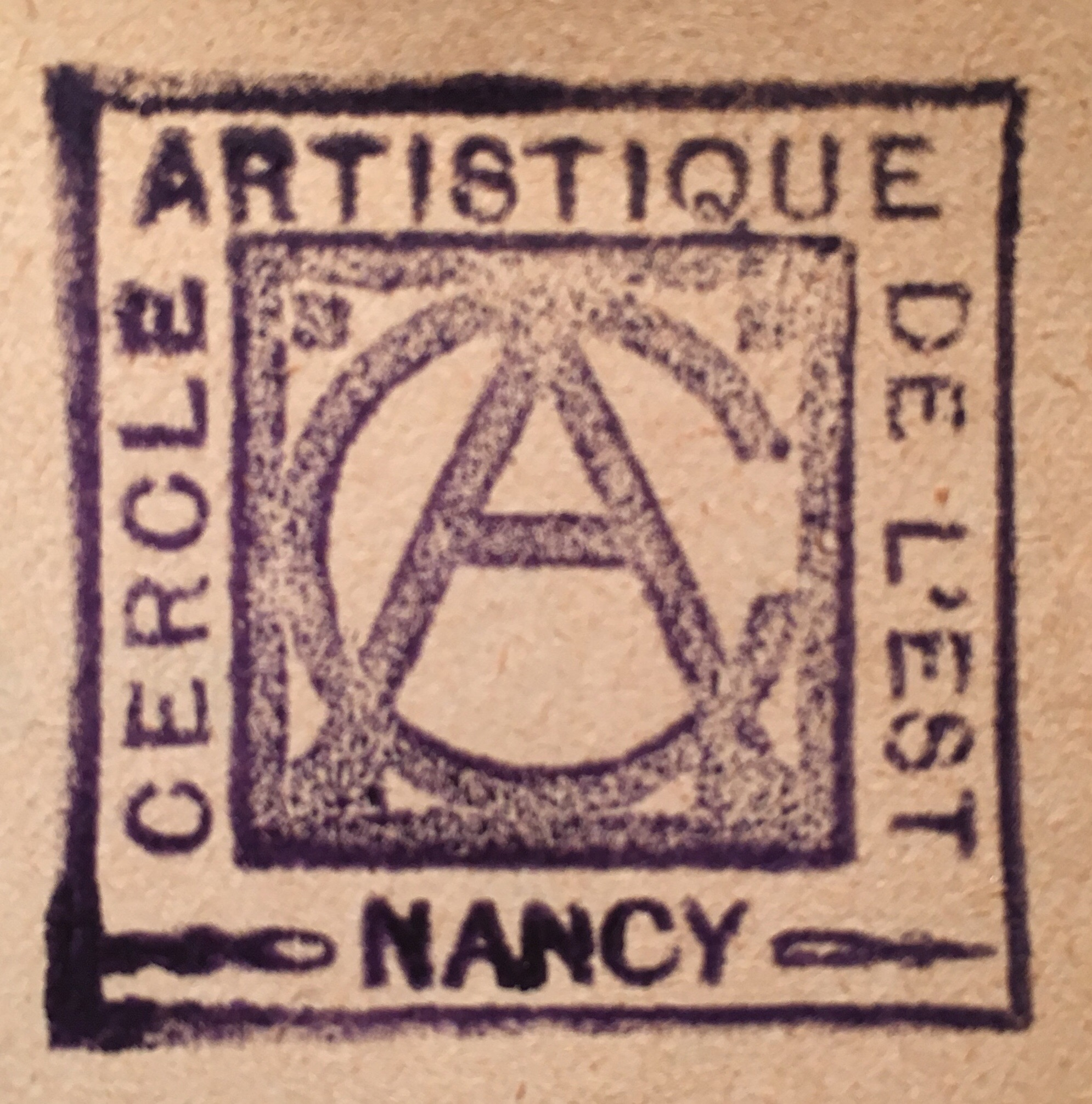
Cercle artistique de l'Est

La reconstruction des Magasins Réunis en 1925 permet à Eugène Corbin de montrer ses nouveaux goûts en matière d'art. Il choisit une architecture Art déco, plus en vogue, en dépit de l'Art nouveau qu'il a soutenu durant de longues années. C'est un choix radical, innovant dans le choix du béton armé et opposé à l'Art nouveau dans son modèle rationaliste. André Thirion écrit en 1973 : c'est « un revirement qui porte un coup mortel à la production de l'École de Nancy ».
Après guerre, Corbin fonde et préside le Cercle artistique de l'Est. Il réalise diverses expositions présentant l'art moderne (une en 1921 consacrée à Jean Lurçat) créant un choc auprès de la population nancéienne qui n'est pas familière de cet art. Il continue ses activités de mécénat auprès d'artistes tels que Paul Colin, Michel Colle, André Boursier-Mougenot, Gaston Goor, les frères Ventrillon…

### Art et Industrie
Il fonde la revue Art et Industrie en 1909 avec son frère Louis, dans une volonté d'associer l'art à la production industrielle et la diffusion commerciale. La revue explore différents domaines de l'art décoratif, en valorisant largement l'art régional mais en laissant également une place à d'autres foyers européens.

### La création du musée de l’École de Nancy

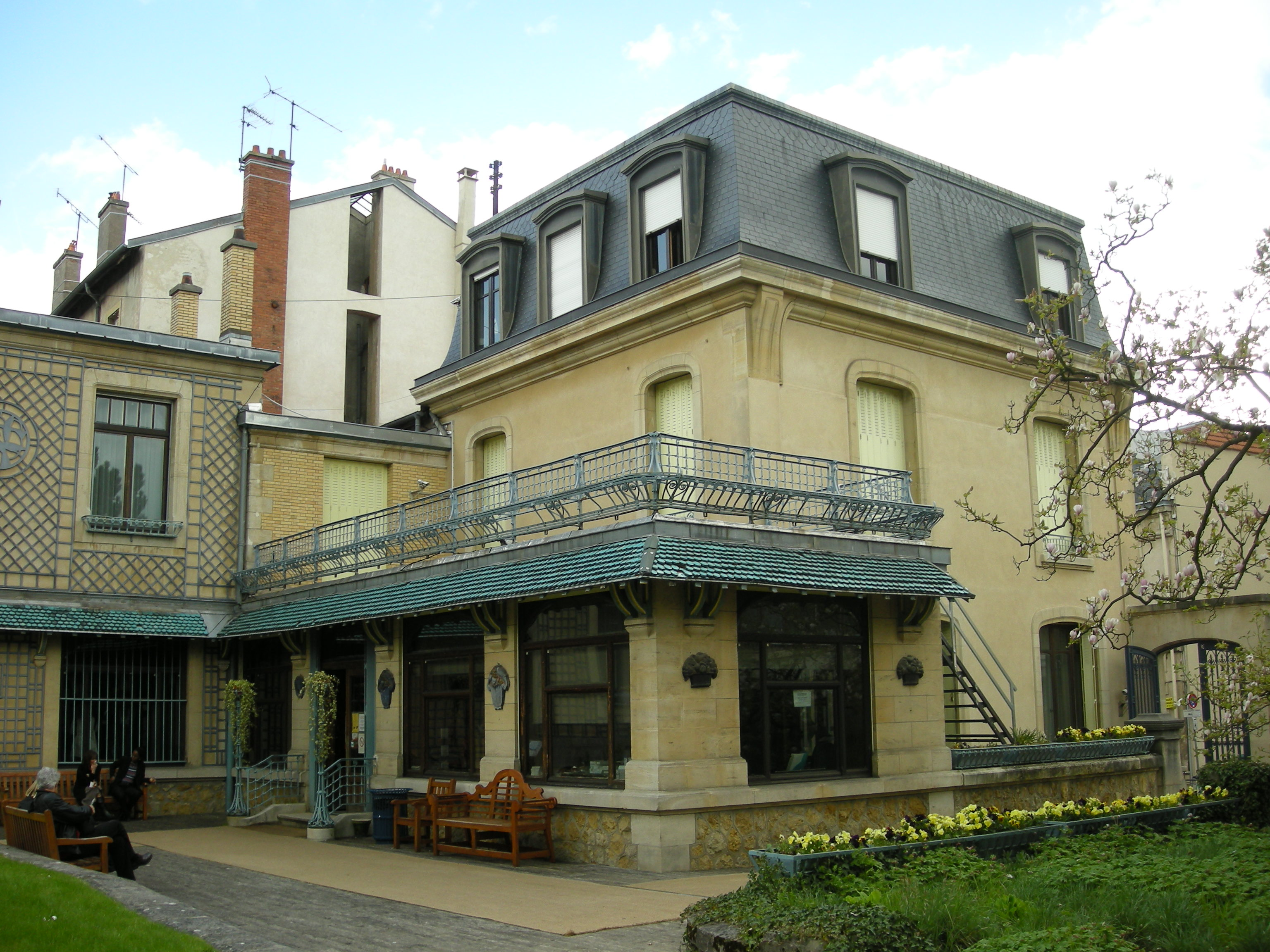
La maison d'Eugène Corbin, devenue musée de l'École de Nancy.

En 1935, Corbin lègue une immense partie de sa collection (759 œuvres au total). Celle-ci sera conservée dans son ancienne propriété rue Blandan, acquise par la ville en 1951-1952, fondant ainsi le musée de l'École de Nancy.
Ce geste sera salué par le public nancéien : « Et c'est ainsi qu'aimant sa ville, et choisissant dans ses immenses collections, [...] il sélectionna les éléments constitutifs d'un musée de l’École de Nancy dont il fit don à la Ville de Nancy. Ce musée présentait ceci de propre qu'il comportait un échantillon de tous les moyens d'expression artistique [...] d'un mouvement dont la sève se traduisit en fécondité et en diversité » — Gabriel Bichet, L'Est républicain, 11 octobre 1960.